# Pregunta retòrica
La pregunta, qüestió, demanda o interrogació retòrica és un recurs literari que consisteix a formular una expressió interrogativa adreçada a un/a interlocutor/a de qui no s'espera resposta.
Per exemple, "Per què ets tan estúpid?" És probable que sigui una declaració sobre l'opinió de la persona adreçada en lloc d'una petició genuïna de saber-ho. De la mateixa manera, quan algú respon a un esdeveniment tràgic exclamant "Per què jo?" és més probable que sigui una acusació o una expressió de sentiment que una sol·licitud realista d'informació.
A part d'aquests usos més evidents, retòrics, la qüestió com a forma gramatical té dimensions retòriques importants. Per exemple, el crític retòric pot avaluar l'efecte de fer una pregunta com a mètode per iniciar el discurs: "Et compararé amb un dia d'estiu?" diu la personalitat del vuitè sonet de Shakespeare. Aquest tipus de qüestió retòrica, en la qual es pregunta l'opinió dels que escolten, es denomina tanatocenosi. Aquesta qüestió retòrica té una dimensió ètica definitiva, ja que demanar-la així generalment parla el locutor al públic i, per tant, millora la seva credibilitat. El terme tècnic de les preguntes retòriques en general és l'erotema.

## Diferència entre preguntes d'informació i preguntes retòriques
Penseu en la frase següent:
(1) Qui es preocupa per Bòsnia?
La frase interrogativa anterior es pot entendre com una sol·licitud d'informació que a continuació s'anomena una pregunta d'informació. Quan un emissor emet (1), demana al destinatari que proporcioni alguna informació que sigui pertinent (Sperber i Wilson, 1986). A la pregunta (1), el destinatari és un espai en el coneixement o la informació d'estat. Com van dir Bach i Harnish (1979): "Les preguntes són casos especials de peticions, especials
en què el que es demana és que l'orador proporcioni a l'audidor certa informació ". Les declaracions interrogatives impliquen una interacció bidireccional entre un parlant i un
oient / destinatari. La consideració d'aquesta interacció és fonamental per a l'estudi de la interacció
semàntica i pragmàtica de preguntes, però no es capta en els enfocaments més destacats la semàntica de preguntes amb el paradigma model-teòric. Per a Hamblin (1973) i Karttunen (1977), una pregunta denota un conjunt de proposicions. La diferència entre la
Les concepcions d'aquests dos autors són que per a Hamblin una declaració interrogativa denota la
conjunt de les seves possibles respostes mentre que per a Karttunen denota el conjunt de les seves respostes trae. El traducció de (1) a una fórmula del llenguatge de la lògica intensional que implementa. La concepció de Karttunen seria la següent:
(2) Cura de Bòsnia
En una situació en què Bill Clinton i Helmut Kohl es preocupen per Bòsnia, la forma anterior indicaria el següent conjunt:
(3) Cura de Bòsnia (Helmut Kohl), Cura de Bòsnia (Bill Clinton)
ja que aquestes dues proposicions serien les úniques proposicions veritables que satisfan la condició a (2). Com es fa evident, la teoria de Karttunen és independent d'agent, en el sentit que no capta la idea del flux d'informació de l'altaveu al destinatari i viceversa. No es diu res sobre les diferents possibilitats que sorgeixen en un intercanvi d'informació pel que fa a l'expressió de (2) o de qualsevol de les respostes de (3)) A més, el conjunt de (3) representa les proposicions individuals que constitueixen conjuntament la resposta veritable completa a (2), però no estan relacionades amb el forra lingüístic de possibles interpretacions de respostes veritables completes a (2). (1988), després de Bolinger (1978), plantegen una altra objecció per a la norma
compte model-teòric. Dins de la concepció de Karttunen, les tres preguntes de (4) tindrien el mateix significat, ja que denotarien el mateix conjunt de proposicions, és a dir, l'establert a (5). Tanmateix, sembla clar que les frases següents no es poden pronunciar feliçment
en el mateix context.
(4) a. Heu vist a Susan? 
b. No vas veure a Susan?
c. Heu vist o no vas veure a Susan?
(5) a. Vegeu Susan tu
En conseqüència, l'enfocament condicional de la veritat sembla capturar no només les condicions d'ús de les frases anteriors, però també del contingut dinàmic o del rol d'una conversa
en altres paraules, com es pot expressar cada una de les frases en (4) repercussions en l'estat d'informació del participant en una conversa. La classe de preguntes que es discuteix en aquest article, les preguntes retòriques, representen una
un repte més directe per a un compte purament semàntic del significat de les preguntes. Frase (2) anterior pot expressar una pregunta retòrica quan s'associa amb una entonació concreta en el patró 4. En aquest cas, la frase no es pot interpretar com una sol·licitud d'informació sobre el document
part del destinatari, sinó com una afirmació. Sadock (1971; 1974) reclama aquesta retòrica les preguntes tenen el forcé il·lucucionari d'una forta afirmació. Més concretament, positiu les qüestions retòriques, com ara els exemples de (6), tenen el forcé il·lucucionari d'un negatiu afirmació, com les declaracions declaratives equivalents a (7) ¿Ilústrate. Per altra banda, les preguntes retòriques negatives, com ara els exemples de (8), tenen el forcé ilocutionari de una afirmació positiva i són equivalents a les frases declaratives de (9).
(6) Qui podria estar interessat en l'astronomia aquests dies?
b. Qui ha estat a Katmandú? 
c. Va a passar qualsevol examen? 
(7) a. Ningú està interessat en l'astronomia aquests dies 
b. Ningú ha estat mai a Katmandú 
c. No passarà cap examen 
(8) a. Qui no podia estar interessat en l'Astronomia aquests dies? 
b. Qui no ha estat mai a Nova York? 
c. No passareu cap curs que proveu? 
(9) a. Tothom està interessat en l'astronomia aquests dies 
b. Tothom ha estat a Nova York algun temps 
c. Passareu qualsevol curs que proveu 
Sadock (1971; 1974) proposa una sèrie de proves que diferencien les preguntes retòriques preguntes d'informació. Aquestes proves s'apliquen igualment a preguntes sí / no i preguntes w / z.5 En primer lloc, l'expressió introductòria es pot produir amb preguntes retòriques però no es produeixen amb preguntes d'informació. Per exemple, (10) només es pot interpretar com una retòrica pregunta.
(10) Després de tot, vens a la festa? 
En segon lloc, les preguntes retòriques poden seguir una clàusula encapçalada pel tema. Això no és possible en el cas de preguntes d'informació.
(11) He rebut ajuda de ningú? Però he aconseguit completar les tasques a temps.
L'expressió entre parèntesis per qualsevol oportunitat es pot utilitzar en qüestions retòriques, però no en una pregunta d'informació. La pregunta de 
(12) tendeix a no interpretar-se com una sol·licitud informació. (12) És que John ve, per casualitat? Finalment, si una qüestió retòrica s'utilitza com a parèntesi, pot adoptar la forma d'una clàusula relativa no restrictiva, tal com es mostra a (13a). D'altra banda, les preguntes d'informació ha d'adoptar la forma d'un conjunt quan s'utilitza com a parèntesis, com el contrast entre (13b) i (13c) mostra.
(13) a. La lògica simbòlica, que es preocupa de totes maneres, és molt dura.
b. Lògica simbòlica, i per la forma en què la va inventar ?, no és la meva tassa de Postum.
c. * Lògica simbòlica, que per la manera que va inventar, no és la meva tassa de Postum.
Preguntes retòriques, així com preguntes de ressò, preguntes del qüestionari, preguntes de l'examen, etc. (Bell, 1975) es va demostrar que era inservible per a tractaments estrictament teòrics de models i es va convertir en el pedra angular d'arguments a favor de la superioritat d'una anàlisi teòrica de rellevància de preguntes (Wilson i Sperber, 1988; Blakemore, 1994). Wilson i Sperber (1988) argüe que la seva distinció entre usos descriptius i interpretatius (Sperber i Wilson, 1986) és essencial per a la comprensió de preguntes que no constitueixen sol·licituds d'informació des d'un punt de vista illocutionary. Els usos descriptius estan associats a descriptius representacions. Una representació és descriptiva o condicionada per la veritat si i només si allò que és representat és "una relació entre pensaments o expressions i estats de coses" (Wilson i Sperber, 1988: 87). D'altra banda, una representació és interpretativa si i només si què es representa és "una relació entre pensaments o expressions i altres pensaments o expressions Són semblants a "(op. Cit.:87). Quan pensava que l'ututrancia s'utilitza per representar un altre pensament o expressió, es denomina ús interpretatiu.
Wilson i Sperber afirmen que els enunciats interrogatius són sempre utilitzats interpretativament i la representació corresponent és el que l'autor considera com a resposta rellevant. Una expressió interrogativa aconsegueix la rellevància representant la seva resposta com a desitjable. El variabilitat semàntica de preguntes, és a dir, l'explicació de per què no sempre són peticions d'informació, prové de la indeterminació intrínseca de la noció de rellevància, defmed en termes d'efecte cognitiu. En diferents contextos6 aquesta indeterminació pot ser resolt pragmàticament en funció de qui pensi l'orador, consideraria els representats pensat com a desitjable. En el cas de preguntes d'informació, s'aconsegueix una rellevància òptima la direcció de l'orador, és a dir, la resposta és rellevant per a ell en el sentit que indica l'estat d'informació en la dimensió desitjada. En el cas de preguntes retòriques, "La indeterminació semàntica es resol en el favor del receptor" (Wilson i Sperber, 1988: 98). L'orador indica que considera que la resposta és rellevant per al receptor.
La caracterització anterior de preguntes retòriques complementa la perspectiva semàntica amb la consideració d'una dimensió pragmàtica. En preguntes retòriques, l'orador ja coneix la resposta a la pregunta, però calis l'atenció de l'audidor a un pensament o proposició que s'expressa per la pregunta. Més concretament, el pensament rellevant ja es troba en la base de coneixement o en l'estat d'informació del parlant i de la retòrica la pregunta fa que aquest fet sigui evident per a l'audidor. Penseu en una situació en què A està indicant a B que té un horari ajustat i no podrà acabar la tasca assignada durant la següent mes. B sap que A té reserves per a unes setmanes de vacances a les Bahames durant una setmana dies. Llavors, B pronuncia la següent pregunta: 
(14) No vas a les Bahames? 
La frase interrogativa (14) representa la següent proposició: 
(15) Aneu a les Bahames
La proposició (15) no és rellevant per al parlant B, perquè aquesta proposició forma part de bis l'estat d'informació cognitiva i, justament, la recuperació suposa poc impacte cognitiu (no ho és rellevant per la informació). (15) és rellevant per a A perquè no sap que el parlant coneix els seus plànols de vacances, de manera que les excuses per no completar la tasca assignada a temps no ho fan so veritable.
Han (1997) argumenta que les preguntes retòriques denoten les seves respostes negatives. Això La caracterització no és suficient, ja que no permet distingir la retòrica preguntes de preguntes de confirmació negatives i etiquetes. Confirmació negativa Les preguntes són molt semblants a les preguntes retòriques. La frase interrogativa (16) es pot pronunciar com a pregunta de confirmació negativa. En aquest cas, l'altaveu està assumint que Fred vindrà a sopar, però vol confirmar aquest fet pel destinatari, qui presumiblement té més informació al respecte.
(16) No arriba Fred a sopar? 
La pregunta de confirmació a (16) indicaria, dins del compte de Han (1997), el seu valor negatiu resposta, és a dir, la proposició que Fred vindrà a sopar. Això ho aconseguiria indistinguible del seu ús com a pregunta retòrica. (16) seria feliç com a qüestió retòrica en una situació en què el ponent sap que Fred vindrà a sopar però vol que aquest fet sigui rellevant per al receptor. D'altra banda, (16) és feliç com a qüestió confirmatòria, o com a ús confirmatori d'una pregunta, en una situació en què el l'altaveu no està segur de si Fred vindrà a sopar i vol confirmar la seva inicial suposició que ho farà. La distinció entre un ús retòric i un ús confirmatori de (16) no és condicional a la veritat, sinó que representa una diferència en la direcció de la rellevància. In preguntes de confirmació, el pensament o proposició representat és rellevant per al parlant. Vol confirmar si una hipòtesi en la seva base de coneixements és o no. In En contrast, com hem vist anteriorment, les preguntes retòriques representen proposicions tan desitjables per al receptor. El pensament o proposició representat es manté com a pressuposició en l'estat de la informació del parlant. Per això, el pensament expressat no és rellevant per a ell.

## Exemples literaris
| «                                  | On són els barcos? –On són els teus fills? Pregunta-ho al Ponent i a l'ona brava: tot ho perderes, -no tens ningú. Espanya, Espanya –retorna en tu, arrenca el plor de mare! | » |
| — (Joan Maragall, "Oda a Espanya") | |   |

| «                | Quins tan segurs consells vas encercant cor malastruc, enfastijat de viure? | » |
| — (Ausiàs March) |                                                                             |   |

| «                 | Quines paraules no podria dir, dona de glaç, més plenes que no el constant silenci on em plau sofrir calladament fidel? | » |
| — (Màrius Torres) | |   |

## Exemples del llenguatge publicitari
| «                                                                  | Fins quan esperaràs per vestir-te aquest estiu? | » |
| — Publicitat de Cortefiel, marca comercial del Grup Corte Inglés.) |                                                 |   |